# Boys in Heat
Boys In Heat è il secondo album dei Britny Fox, uscito l'11 ottobre 1989 per l'Etichetta Columbia Records.
L'album venne ristampato nel marzo 2004 per la CBS/Bad Reputation con l'aggiunta di 3 bonus tracks: "Girlschool" e "Long Way To Love" tratte dal debut album Britny Fox (1988), seguite da "Livin' On The Edge", un brano inedito con cui parteciparono alla colonna sonora del film "Aquile d'Attacco" (titolo originale "Iron Eagle 2") del 1988.

## Il disco
Le sonorità del quartetto non cambiano, e la band prosegue per la sua strada producendo un ulteriore valido esempio di hair metal, concedendo forse qualcosa in più alle classifiche americane.
Sarà la ballata "Dream On" (per la quale verrà realizzato anche un videoclip) e la trascinante “Standing in the Shadows” (pubblicata come primo singolo) a dare la giusta spinta nelle classifiche di vendita. Da questo album, il gruppo decide di dare un taglio all'immagine glamour raffinata degli inizi, basata su lussuose giacche e camicie di pizzo, che potevano ricordare i Cinderella (idea proposta da Davidson per onorare le nobili origini gallesi della sua famiglia) in favore di un look più sobrio, diretto e vicino alle mode sleaze glam del momento. Nonostante ciò, il sound del quartetto prosegue per la stessa strada. Michael Kelly Smith disse: "L'intento nel produrre questo album, fu quello di conservare il sound del precedente lavoro, ma allo stesso tempo trattare temi più maturi ed emozionali. Riuscimmo a fare tutto ciò grazie anche all'aiuto del nostro produttore Neil Kernon".

## Tracce
1. In Motion (Davidson)
2. Standing In The Shadows (Davidson)
3. Hair Of The Dog (Agnew, Charlton, McCafferty, Sweet) (Nazareth cover)
4. Livin' On A Dream (Davidson)
5. She's So Lonely (Davidson, Davidson)
6. Dream On (Davidson, Smith)
7. Long Way From Home (Davidson)
8. Plenty Of Love (Davidson)
9. Stevie (Davidson, Childs)
10. Shine On (Davidson)
11. Angel In My Heart (Davidson)
12. Left Me Stray (Davidson)
13. Longroad (Davidson)

Tracce Bonus aggiunte nella ristampa del 2004
- 14.Girlschool (Davidson)
- 15.Long Way To Love (Davidson)
- 16.Livin' On The Edge (Davidson)

## Formazione
- Dean Davidson: Voce, Chitarra, Armonica nella traccia 4
- Michael Kelly Smith: Chitarra
- Billy Childs: Basso, Tastiere nelle tracce 7, 9
- Johnny Dee: Batteria